# Anthony Nesty
Anthony Conrad Nesty, né le 25 novembre 1967 à Port-d'Espagne (Trinité-et-Tobago), est un nageur surinamien spécialiste des épreuves de papillon. Unique médaillé olympique de l'histoire sportive de son pays, il est aussi le premier nageur noir à devenir champion olympique.

## Biographie
Anthony Conrad Nesty naît à Trinité-et-Tobago le 25 novembre 1967. Il est le dernier d'une famille de cinq enfants. Alors qu'il a neuf mois, sa famille part s'installer à Paramaribo au Suriname. Il commence à nager à l'âge de cinq ans,. Ses premiers entraîneurs, Gladys Simons et C. van Lierop, le poussent dans les différents classes de jeunes et lui donnent les fondations d'exceller.
Présent aux Jeux olympiques de 1984 à Los Angeles, le Surinamien termine 21e du 100 m papillon en battant son record personnel avec un temps de 56 s 10,,. Cette performance lui permet de s'entraîner aux États-Unis à partir de 1985. Diplômé de Bolles School, école privée de Jacksonville où il devient plus fort et vite sous la direction de Greg Troy, il entre à l'université de Floride. Vainqueur du 100 m papillon et troisième du 200 m papillon des Jeux panaméricains de 1987, il se qualifie pour la finale des Jeux olympiques de 1988 à Seoul. À la surprise générale, il bat à la touche l'Américain Matt Biondi qui va remporter toutes les autres courses qu'il dispute dans ces Jeux,. En terminant avec un temps de 53 s 00, Anthony Nesty devant Biondi d'un centième de seconde et bat le record olympique alors détenu par Michael Gross,. Il devient le premier sportif surinamien à remporter une médaille olympique et le premier nageur noir à devenir champion olympique. Le pays sud-américain, qui a une population de 381 000 individus, n'a qu'une seule piscine longue de 50 mètres et dix autres piscines de 10 et 25 mètres. 
Après son succès, des milliers de personnes l'acclament dans les rues du Suriname. À son retour au pays, il reçoit le plus grand honneur du Suriname et est nommé Commandant de l'Ordre de l'Étoile jaune. Des pièces de monnaie et des timbres commémoratifs sont émis à son honneur et il apparaît sur les billets de 25 florins surinamiens. Il donne même son nom à la piscine d'entraînement nationale de 50 m,. La compagnie aérienne Surinam Airways nomme un de ses avions « Nesty ».
Sportif universitaire, il nage pour l'équipe des Gators de Floride, se qualifiant pour la finale des championnats NCAA en 1990. Au début de l'année 1991, Anthony Nesty continue sa domination dans le 100 m papillon en remportant la médaille d'or de la discipline lors des championnats du monde de natation 1991. En mars, Nesty termine deuxième du 200 m papillon des finales universitaires nationales NCAA. En novembre, il est récompensé du titre de nageur de l'année de la saison hivernale de l'université de Floride.
Nesty défend son titre olympique quatre ans plus tard aux Jeux olympiques de 1992 disputé à Barcelone. Qualifié pour la finale, il termine troisième à seulement huit centièmes de seconde du nouveau champion olympique Pablo Morales. La même année, il devient membre de la commission des athlètes de la Fédération internationale de natation. Devenu entraîneur pour son pays après la fin de sa carrière sportive, il est porte-drapeau de sa délégation nationale à l'occasion des Jeux olympiques d'été de 2008.

## Palmarès

### Jeux olympiques
- Jeux olympiques de 1988 à Séoul, Corée du Sud :
  -  Médaille d'or du 100 m papillon.

- Jeux olympiques de 1992 à Barcelone, Espagne :
  -  Médaille de bronze du 100 m papillon.

### Championnats du monde
- Championnats du monde 1991 à Perth, Australie :
  -  Médaille d'or du 100 m papillon.